# Karl XV:s staty

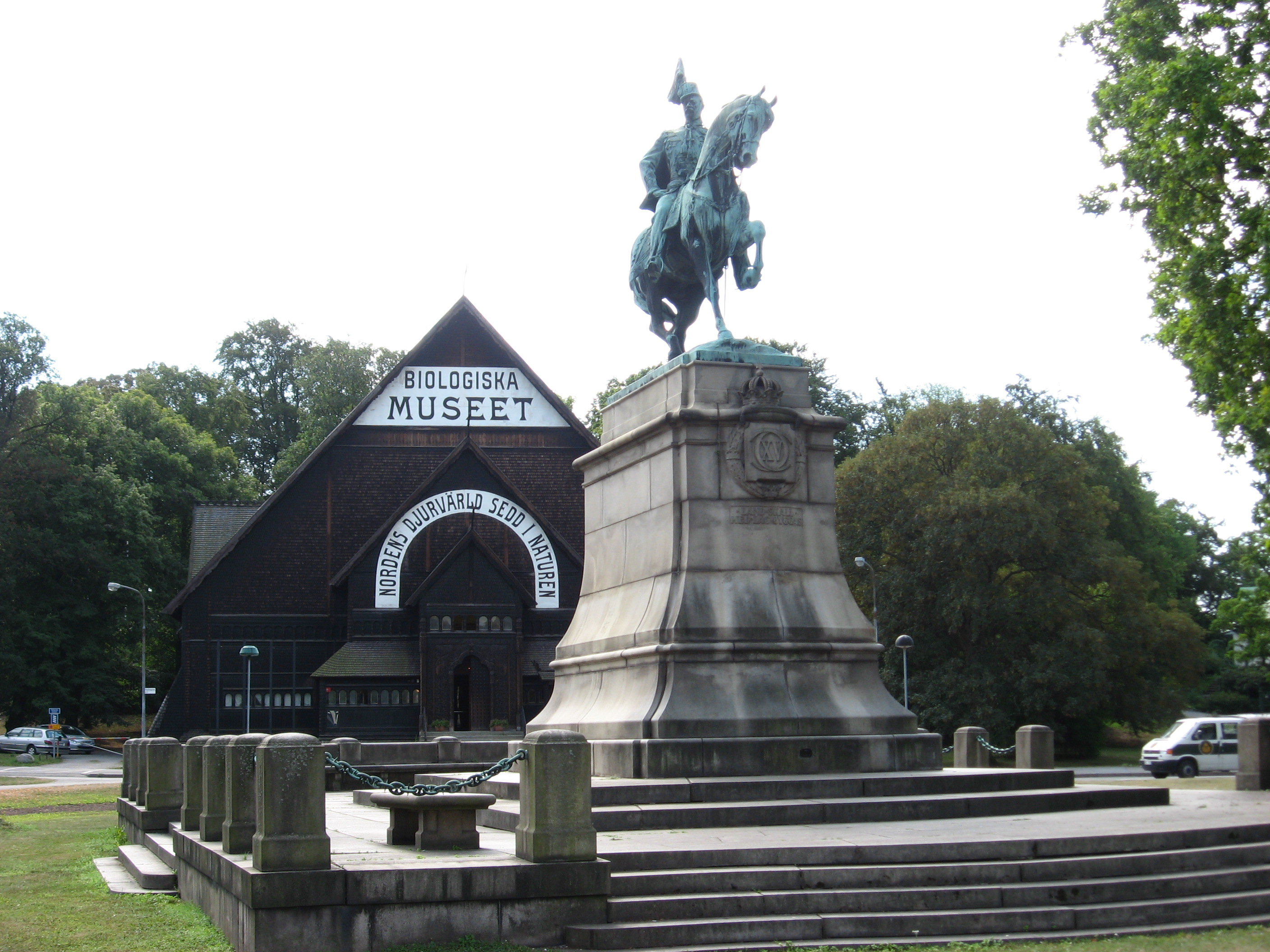
Karl XV framför Biologiska museet, 2006.

Karl XV:s staty är en ryttarstaty som avbildar Sveriges kung Karl XV. Statyn står på Djurgårdsvägen framför Biologiska museet på Kungliga Djurgården i Stockholm. Statyn skapades av bildhuggaren Charles Friberg och avtäcktes den 3 maj 1909.

## Historik
Till tävlingen om en ryttarstaty av Karl XV inkom tolv bidrag, och första pris, med en prissumma om 2 000 kronor, gick till bildhuggaren Charles Friberg, då bosatt i Paris. Andra pris om 1 200 kronor gick till bildhuggaren Gustaf Malmquist. Något tredje pris utdelades inte.
I en artikel i tidningen Idun den 15 februari 1906 kan man läsa:
För sitt arbete med statyn utnämndes Friberg till riddare av Vasaorden samt av den danska Dannebrogorden.

## Avbildning

Karl XV iklädd Kronprinsens husarregementes uniform, vilken är samma som han bär på statyn.Porträtt av Arvid Gottfrid Virgin.

Statyn är utförd i brons och står på en sockel av granit. Sockeln är prydd med kungens namnchiffer under kunglig krona samt kungens valspråk Land skall med lag byggas.
Kungen bär Kronprinsens husarregementes paraduniform vilken bland annat består av Dolma m/1870 samt Käppi m/1858. Regementet kallades dock under Karl XV:s tid för Husarregementet Konung Karl XV. Hästen som kungen rider på är avbildad med schabrak under sadeln. Kungen bär Serafimerordens band över höger axel. På bröstet bär han, bland annat, kraschan för Serafimerorden. 
Statyns placering och dess utseende skall erinra om den tid på 1860-talet då Karl XV i maj brukade inviga sommaren med en kortege runt Djurgården.

## Avtäckning
Statyn avtäcktes på Karl XV:s födelsedag den 3 maj 1909, i närvaro av kung Gustaf V samt andra medlemmar av det svenska kungliga huset samt Kung Fredrik VIII och Drottning Louise av Danmark. Karl XV var drottning Louises far. Förutom de kungliga deltog diplomatiska kåren, ett flertal ministrar i Regeringen Lindman och många åskådare.
Ceremonin inleddes med en kunglig kortege från Stockholms slott som gick över Norrbro ut mot Djurgården dit den kom fram klockan halv tre. Där var ett flertal läktare uppbyggda för gästerna. När de kungliga anlände spelades kungssången. Generallöjtnanten Carl Wilhelm Ericson, som varit ordförande i Kommittén för statyns resande, höll invigningstalet. Talet uttryckte glädjen över att den danske kungen och drottningen kommit, och särskilt att drottningen, som var Karl XV:s dotter, närvarade. Därefter invigde kung Gustaf V statyn med att beordra att täckelset skulle falla, varvid Svea livgardes musikkår avgav trumvirvlar och fanfarer samtidigt som ett batteri vid Galärvarvet sköt kunglig salut om 21 skott.
En stor manskör på plats sjöng efter saluten sångerna Vårt land samt Hör oss, Svea. Sedan lade drottning Louise samt kung Gustaf V ned varsin lagerkrans vid statyns fot, därefter lade Riksmarskalken Fredrik von Essen ned en krans från Karl XV:s hov och stab, generallöjtnanten Ericson lade ner en krans från bidragsgivarna. Det nedlades även kransar från Kungliga Konstakademien samt från Kronprinsens husarregemente. De kungliga samlades därefter vid statyn tillsammans med medlemmar från kommittén, samt bildhuggaren Charles Friberg. Friberg blev nu på platsen utnämnd till Riddare av Vasaorden av Gustav V, och mottog dess riddartecken.

## Galleri

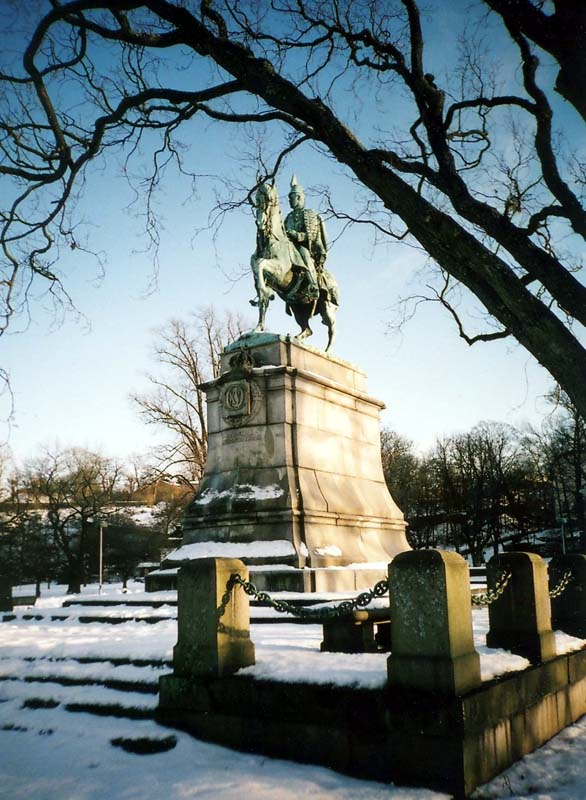
Karl XV:s staty 2007
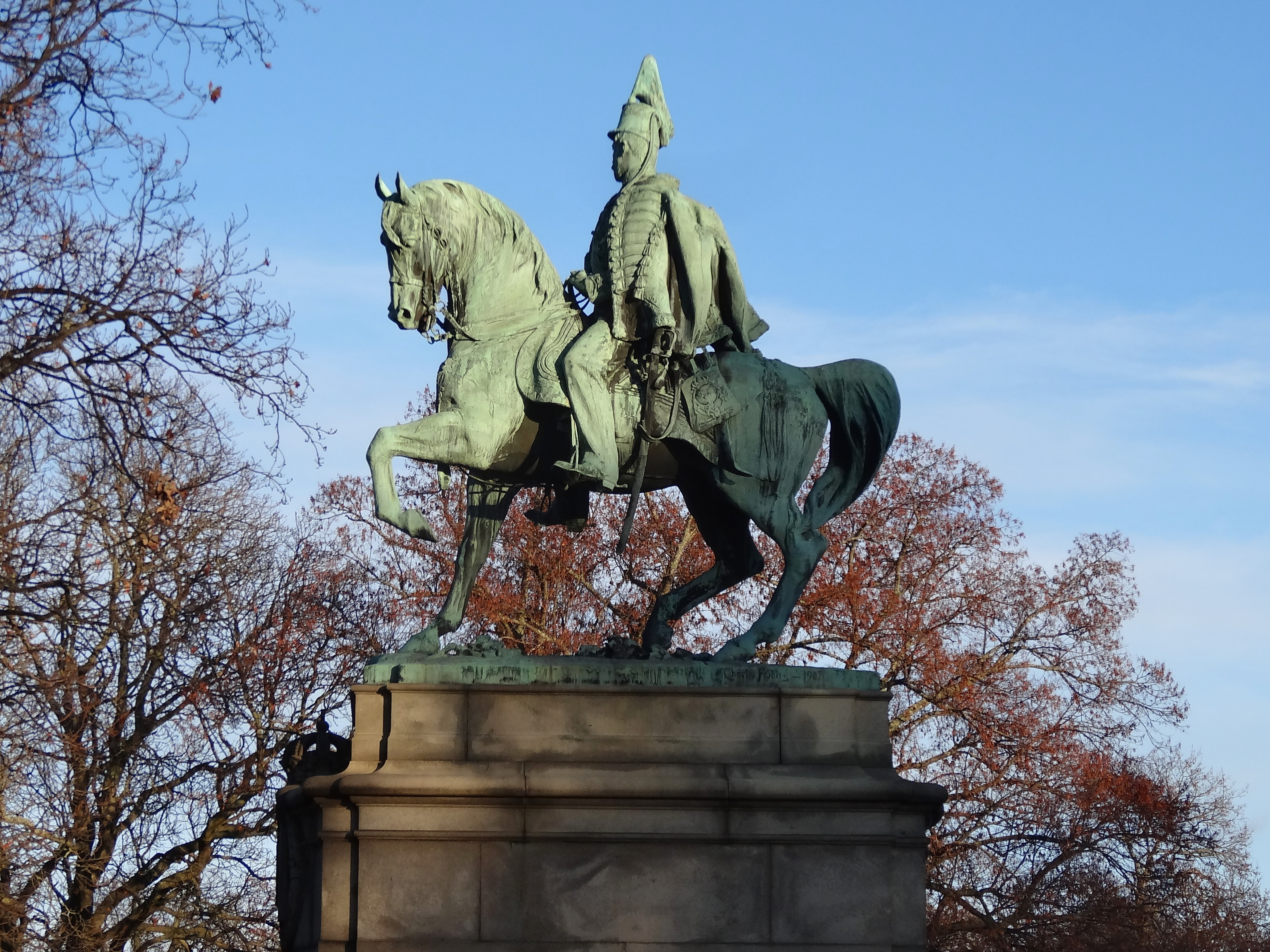
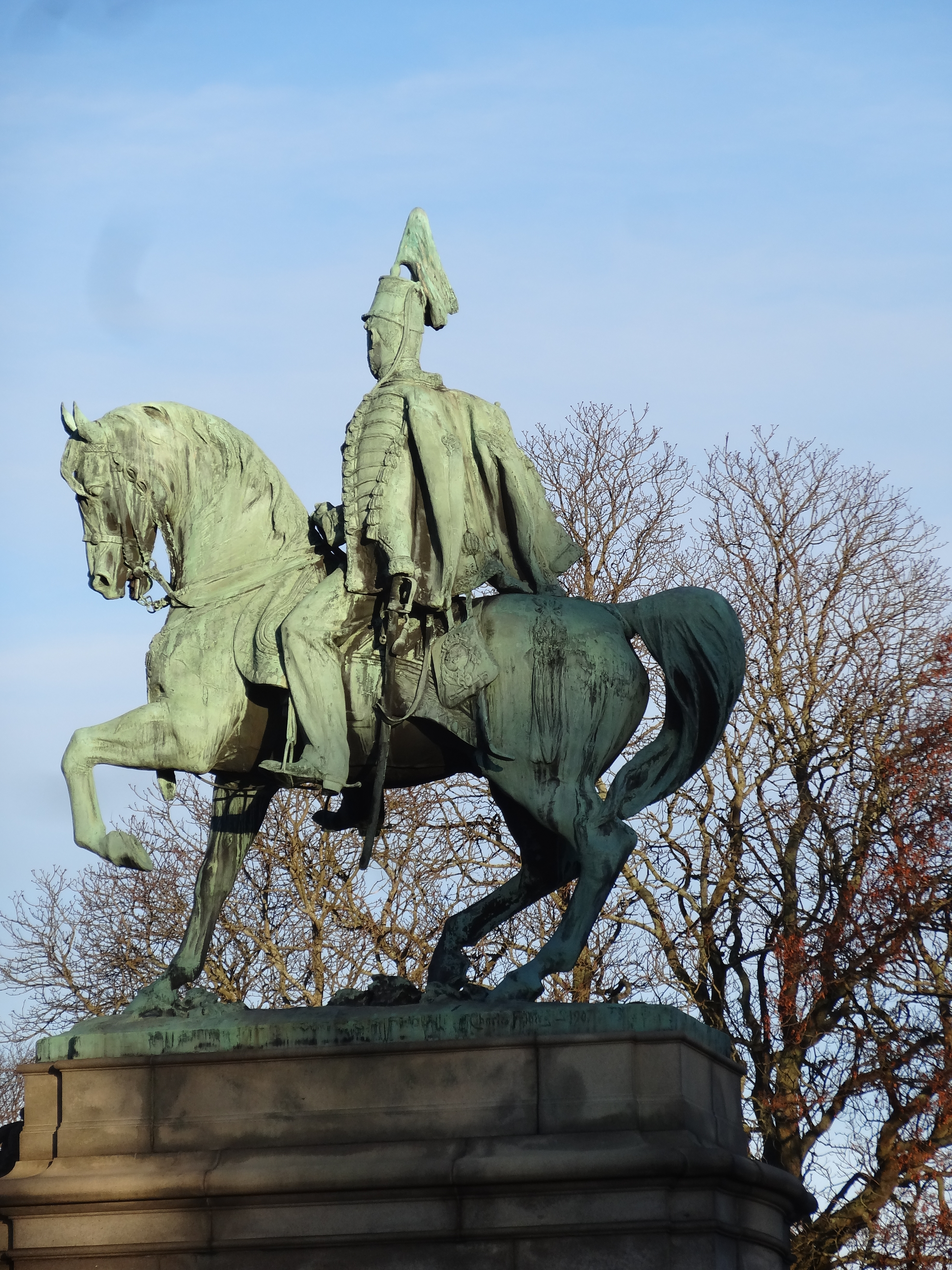
Karl XV:s staty 2015